# Американский опцион
Американский опцион — это производный финансовый инструмент, который дает покупателю право, но не обязательство, купить или продать базовый актив по фиксированной цене в определённый момент в будущем или в любое время до истечения срока действия контракта.
Основные понятия
- Базовый актив — это актив, на который распространяется опцион. Это может быть акция, фьючерсный контракт, валюта, индекс или другие финансовые инструменты.
- Страйк — это фиксированная цена, по которой базовый актив может быть куплен или продан по условиям опциона.
- Термин — это дата, до которой опцион может быть исполнен.
- Премия — это сумма, которую покупатель опциона платит продавцу опциона за право исполнения контракта.

Типы американских опционов
- Колл-опцион дает покупателю право купить базовый актив по фиксированной цене в определённый момент в будущем или в любое время до истечения срока действия контракта.
- Пут-опцион дает покупателю право продать базовый актив по фиксированной цене в определённый момент в будущем или в любое время до истечения срока действия контракта.

Преимущества американских опционов
- Американские опционы дают покупателю больше гибкости, чем европейские опционы. Покупатель американского опциона может исполнить опцион в любое время до истечения срока действия контракта, что позволяет ему получить максимальную прибыль от изменения цены базового актива.
- Американские опционы более ликвидны, чем европейские опционы. Это связано с тем, что покупатели американских опционов могут исполнять их в любое время, что делает их более привлекательными для инвесторов.

Недостатки американских опционов
- Американские опционы дороже европейских опционов. Это связано с тем, что они дают покупателю больше гибкости и ликвидности.
- Американские опционы могут быть более рискованными для покупателей, чем европейские опционы. Это связано с тем, что покупатели американских опционов могут потерять всю премию, если цена базового актива не достигнет уровня страйк до истечения срока действия контракта.

Торговля американскими опционами
Американские опционы торгуются на биржах, таких как CME Group, CBOE Global Markets и Nasdaq OMX. Торговля американскими опционами осуществляется по принципу «поставка против оплаты». Это означает, что покупатель опциона обязуется купить или продать базовый актив по цене страйк, а продавец опциона обязуется предоставить базовый актив по этой цене.
Примеры использования американских опционов
Американские опционы могут использоваться для различных целей, включая:
- Спекуляция — это использование опционов для получения прибыли от изменения цены базового актива. Например, инвестор может купить колл-опцион на акции компании, которая ожидается, что покажет хорошие результаты в будущем. Если цена акций компании вырастет, инвестор может исполнить опцион и купить акции по цене страйк, а затем продать их по более высокой рыночной цене.
- Хеджирование — это использование опционов для защиты от убытков от изменения цены базового актива. Например, инвестор может купить пут-опцион на акции компании, в которой он владеет акциями. Если цена акций компании упадет, инвестор может исполнить опцион и продать акции по цене страйк, что ограничит его убытки.
- Арбитраж — это использование опционов для получения прибыли от расхождения цен на одинаковые или аналогичные активы на разных рынках. Например, инвестор может купить колл-опцион на акции компании на одной бирже и продать колл-опцион на акции этой же компании на другой бирже, если цена колл-опционов на этих биржах различается.

Дополнительные примеры использования американских опционов:опционов
- Управление риском — опционы могут использоваться для управления риском, связанным с изменением цены базового актива. Например, инвестор может купить колл-опцион на акции компании, чтобы защититься от убытков, если цена акций компании упадет.
- Увеличение прибыли — опционы могут использоваться для увеличения прибыли от изменения цены базового актива. Например, инвестор может купить колл-опцион на акции компании, чтобы получить дополнительную прибыль, если цена акций компании вырастет.
- Достижение определённых целей — опционы могут использоваться для достижения определённых целей, таких как хеджирование рисков, увеличение прибыли или управления портфеля. Источники:

Книги:
- «Options, Futures, and Other Derivatives» by John C. Hull
- «Option Strategies» by Michael C. Thomsett
- «The Options Course» by Brian Overby

Статьи:
- «What is an American Option?» by Investopedia
- «American Options vs. European Options» by The Balance
- «How to Trade American Options» by The Options Industry Council

Веб-сайты:
- CME Group: https://www.cmegroup.com/
- CBOE Global Markets: https://www.cboe.com/
- Nasdaq OMX: https://www.nasdaq.com/